# 特別研究員
特別研究員（とくべつけんきゅういん）は、以下のことを指す。
1. 職務、待遇などが特別な研究員のこと。またその役職、職位、称号のこと。フェロー。
2. 特に、日本学術振興会の特別研究員のこと。一般に、日本学術振興会特別研究員と呼ばれる。

本項では、2.について詳述する。

## 日本学術振興会特別研究員
日本学術振興会特別研究員（にほんがくじゅつしんこうかいとくべつけんきゅういん）は、文部科学省所管の独立行政法人日本学術振興会が、大学院博士課程在学者および大学院博士課程修了者等で、優れた研究能力を有し、大学その他の研究機関で研究に専念することを希望する者を「特別研究員」として採用し、研究奨励金および研究費を支給する制度である。優れた若手研究者に、その研究生活の初期において、自由な発想のもとに主体的に研究課題等を選びながら研究に専念する機会を与えることにより、日本の学術研究の将来を担う創造性に富んだ研究者の養成・確保に資することを目的とする。
特別研究員は、生活費に充当可能で給与相当の研究奨励金が月額20–44.6万円が支給され、加えて1年あたり最大150万円（SPDおよびCPDは300万円）の科研費（特別研究員奨励費）がそれぞれ支給される。特別研究員奨励費は、他の競争的資金と同様に所属する研究機関が管理を行う。
特別研究員に採用された者の常勤研究職への就職率は抜群に良く、同制度は日本における研究者の養成・確保の中核的な役割を果たしている。多くの若手研究者が特別研究員に申請しており、非常に狭き門として知られている。
DCの待遇は、2015年時点の大学院修了者の平均初任給である22万8千円よりも少なく、副業禁止規定の法的根拠、社会保険への加入不可など、技術立国を目指す国の方針と矛盾していることが文部科学省内部の検討会でも認知されている。
2020年度から、PDおよびSPDを対象にしたCPD（国際競争力強化研究員）の採用が開始された。海外の大学等研究機関で長期間研究に専念することが前提となるCPDは、採用決定日以降に3年以上の海外渡航が義務づけられており、往復の渡航費および月額44.6万円の研究奨励金が支給される。

### 種類
| 区分                                    | 申請資格                                                                                  | 採用期間 | 採用者数      | 研究奨励金 | 科研費          |
| --------------------------------------- | ----------------------------------------------------------------------------------------- | -------- | ------------- | ---------- | --------------- |
| 特別研究員-DC1                          | 博士課程に在学する学生（採用年の4月1日現在、博士後期課程1年次相当に在学する者）           | 3年      | 691–731人     | 月20万円   | 最大計 450万円  |
| 特別研究員-DC2                          | 博士課程に在学する学生（採用年の4月1日現在、博士後期課程2年次以上の年次相当に在学する者） | 2年      | 1,086–1,132人 | 月20万円   | 最大計 300万円  |
| 特別研究員-PD                           | 博士学位取得後5年未満の者（申請時に取得見込みの者を含む）                                 | 3年      | 344–363人     | 月36.2万円 | 最大計 450万円  |
| 特別研究員-RPD                          | 博士の学位取得者で、過去5年以内に出産又は子の養育のため、研究活動を一定期間中断していた者 | 2年      | 69–75人       | 月36.2万円 | 最大計 300万円  |
| 特別研究員-SPD                          | 特別研究員-PD採用者のうち、特に優れている者                                               | 3年      | 15人          | 月44.6万円 | 最大計 900万円  |
| 特別研究員-CPD （国際競争力強化研究員） | 特別研究員-PD・SPD採用者のうち、特に優れている者                                          | 5年      | 13–15人       | 月44.6万円 | 最大計 1500万円 |

### 背景
大学院重点化に伴い、博士課程に在学中の学生と、博士号を取得したポスドクの人数は飛躍的に増えている。しかしながら、博士課程の学生に対する生活資金補助は、政府による補助、大学による補助を合わせても充実しているとは言えない。ポスドクを雇用する資金の多くは国のプロジェクト予算であるが、これは政策目的に沿った国家プロジェクトの成果を出すことが求められるため、若手研究者が自由な発想で研究を進めるのにふさわしい制度とは言えず、将来日本の学術を担う層を育成するために、より自由な研究を可能とする制度が求められていた。

### 制度
特別研究員制度は、最も研究意欲が充実した伸び盛りの時期の研究者に生活費と研究費を支給することにより、研究に専念できる環境を用意することを制度の目的としている。研究に専念することを重視しているため、博士課程の学生や大学・研究機関と雇用関係がなく報酬を受けない無給研究員としての身分を除き、同時に他の身分を持つことは許されない。研究テーマは本人の独自のテーマであることが重視され、独自のテーマを進めるために科研費の補助が受けられる。

### 審査
若手研究者のポテンシャルを評価する観点から、所属大学や所属研究室は一切考慮せず、申請書の内容および面接の内容などから評価する。審査は日本学術振興会のウェブサイトに公開される特別研究員等審査会委員および専門委員が行う。書面審査は6名の専門委員で査読し、評点を偏差値化して上位のものを一次採用内定者とする。書面審査でボーダーラインであった申請者は面接を行い、二次採用内定者と補欠内定者を決定する。補欠となった者には、予算都合で採用が可能となった場合のみ例年2月頃に採用の連絡が行われる。

### 特殊な雇用形態
特別研究員は日本学術振興会とのあいだに雇用関係がないことが明記されている。所属する大学などの研究機関とも雇用関係がない。そのため、社会保険や厚生年金に加入することができず、期間終了後に就職できなかった場合も失業手当を受け取ることができない。さらに、研究機関が他の雇用関係にある職員に与える通勤手当、健康診断などの福利厚生も認められない。博士課程の学籍を有するDC採用者であれば、所属大学の学生として健康診断の受診が可能である。
日本学術振興会は、この問題に対処するため、2023年度より、従来雇用関係を有していなかったPD等を受入研究機関で雇用することを可能にする「研究環境向上のための若手研究者雇用支援事業」を開始した。ただし、雇用制度を導入する機関は一部にとどまる。

### 制度の沿革
戦後の日本のフェローシップ制度は、当初大学院博士課程修了者のみを対象として「日本学術振興会奨励研究員制度」が1959年に発足した。これが日本学術振興会特別研究員制度の前身である。当初の採用数は36人であったが、その後、対象人員の規模を拡大した。
奨励研究員制度の一部として1975年から、特に推進を図る必要のある研究領域の研究促進と後継者の養成を図るため、当該領域の研究機関の研究計画に参加する者を対象とする「特定領域奨励研究員制度」が、また1976年から、特に推進を必要とする研究分野及び学問上基本的に不可欠であるにもかかわらず現に研究・教育後継者の得難い研究分野について、大学院博士課程に在学する者を対象とする「大学院博士課程奨励研究員制度」が発足するなど、制度の多様化の観点からの改善が図られた。
昭和50年代末に研究者の高齢化が進み、大学等における研究の活力の低下、将来の研究を担う優れた人材の養成・確保に深刻な影響が懸念された。優れた若手研究者の養成・確保のために我が国でも本格的なフェローシップ制度の確立が必要、とする1984年2月6日の学術審議会答申「学術研究体制の改善のための基本的施策について」に基づき、1985年に「日本学術振興会特別研究員制度」が発足した。のちに文部科学省が策定する「ポストドクター等一万人支援計画」の中核的事業となり、日本学術振興会の事業の大きな柱となっている。
博士課程後期の学生を含む若手研究者を、研究者養成の最も重要な時期にあると同時に、現実に第一線の研究にも従事している人材ととらえ、その地位と役割にふさわしい研究条件と処遇を行うことを目的としていた。具体的には、採用期間の一年間から二年間への延長、研究奨励金の額の大幅な改善及びその後の支給単価改善方式の確立、博士課程在学者も対象としたこと、採用者に科学研究費補助金の申請資格を与えたこと等の改善が行われた。
制度創設以来、採用人数の増員、申請資格の拡大、研究奨励金の額の改善等が行われている。
- 1991年度　学術審議会建議「特別研究員制度の改善充実について－若手研究者の養成・確保のために－（1990年7月31日）」の趣旨に沿って、特別研究員-DCの採用について、博士課程後期第2年次からであった資格を第1年次在学者からに拡大し、第1年次在学者の採用期間を3年間とする。
- 1996年度　学術審議会中間まとめ「21世紀に向けての研究者の養成・確保について」（1995年7月）の提言を受けて、特別研究員-PDの採用期間を3年間とする。
- 2002年度　特別研究員制度の在り方に関する検討委員会の検討結果を受けて、特別研究員-PDのうち、世界最高水準の研究能力を有する若手研究員を養成・確保する観点から、特に優れた研究能力を有する者を従来よりもさらに優遇された待遇で採用する特別研究員-SPD制度を創設。
- 2002年度　国の特殊法人改革の一環として、科学技術振興事業団が実施する科学技術特別研究員事業の募集を2001年度で終了し、2002年度新規採用分からは特別研究員事業において、研究員の受入機関を拡充し、国公立試験研究機関等での受入を可能とする。
- 2003年度採用分から　特別研究員-PDについて、採用後に研究に従事する研究室を大学院在学当時の所属研究室（出身研究室）以外の研究室とすることを申請時の条件に付加。
- 2010年、事業仕分け第3弾で競争的資金(若手研究者育成)の予算要求の縮減が示された。
- 2014年度採用分から　社会人を経て大学院博士課程に入学する者が増加し、研究者へのキャリアパスが多様化していることなどを背景として、年齢制限を廃止。
- 2016年度採用分から　特別研究員-PDについて、研究に従事する研究機関を大学院在学当時の所属研究機関（出身研究機関）以外の研究機関とすることを要求。
- 2018年度採用分から　特別研究員-PDについて、人文学・社会科学分野についても満期退学者は採用せず、博士の学位取得者のみを採用する。

## 事業仕分けの波紋
2010年（平成22年）10月と11月に実施された事業仕分け第3弾（特別会計仕分け・再仕分け）において、競争的資金については、科学技術振興調整費は継続のみで来年度新規募集を停止、競争的資金はトップダウン型とボトムアップ型に集約、研究成果最適支援事業、産学イノベーション加速事業については2分の1以上の民間負担を求める、さらに1割程度の縮減を図るという結論が示された。
競争的資金(若手研究者育成)は、「予算要求の縮減」(予算計上見送り1人、予算要求の縮減では半額3人、3分の1縮減3人、その他4人、予算要求通り2人)という結果になった。仕分け人のコメントの中には、「ポスドクの生活保護のようなシステムはやめるべきだ。本人にとっても不幸」「教員免許をポスドクに付与する政策を検討すべきだ」などの意見があった。
これに対し、大学・研究機関・科学ジャーナリストを中心に、様々な反対声明が出された。また、文科省の「行政刷新会議事業仕分け対象事業についてのご意見」には多数のコメントが寄せられた。
- 京都大学の菅原和孝教授（当時）が関係者に送ったメールでは、若手研究者育成経費（科研費若手S、A、B、特別研究員奨励費、JSPS特別研究員支援）が3分の1から半減されるという「恐るべき評価コメント」が出されたとし、ポスドクや大学院生の間に「衝撃波が走り」「絶望的な声があがっている」状況を伝え、学会として緊急の抗議行動を呼びかけた[16]。
- 国立大学法人１０大学理学部長会議が「事業仕分けに際し“短期的成果主義”から脱却した判断を望む」と題した緊急提言を発表[16]。
- 旧帝国大学・早稲田大学・慶応大学の９学長が学士会館にて、「大学の研究力と学術の未来を憂う―国力基盤衰退の轍を踏まないために」を発表。大学予算削減に抗議を示した[16]。
- 日本分子生物学会は「事業仕分けから日本の未来の科学を考える」という緊急フォーラムを開催した[17]。

## 独立行政法人及び大学共同利用機関法人における特別研究員
独立行政法人の研究所においても特別研究員の制度がみられ、理化学研究所、国立健康・栄養研究所、国立情報学研究所などに事例がある。大学共同利用機関法人は国立遺伝学研究所なども特別研究員制度を定めている。

## 大学における特別研究員
近年、従来の教授、准教授、助教の職位に加え、特別研究員の職位を設けている大学も存在する。

## その他
企業・その他の研究所などにも特別研究員が置かれる場合がある。